# Ritorno energetico sull'investimento energetico

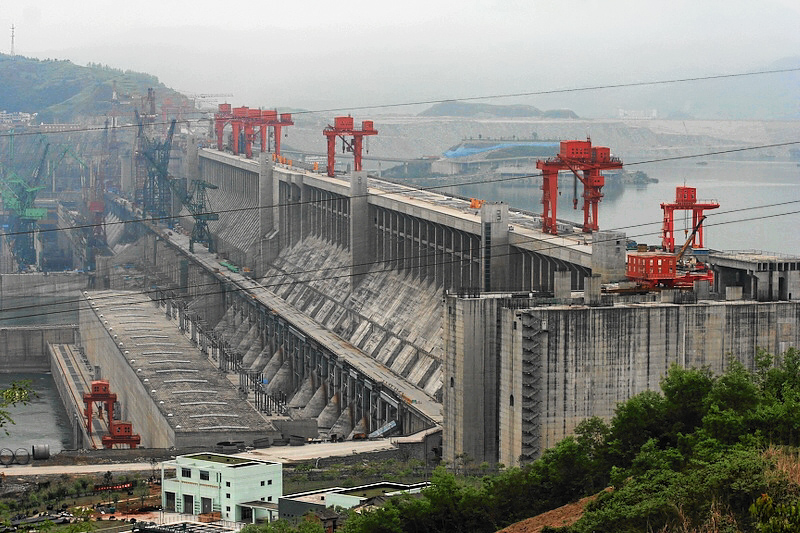
La Diga delle Tre Gole in Cina è la più grande centrale idroelettrica al mondo.
L'energia idroelettrica, con un EROI ben superiore a 50, è fra le più convenienti energeticamente.

Il ritorno energetico sull'investimento energetico, più noto con la sigla EROEI (o EROI), acronimi dell'inglese Energy Returned On Energy Invested (o Energy Return On Investment), ovvero energia ricavata su energia consumata, è un coefficiente che, riferito a una data fonte di energia, ne indica la sua convenienza in termini di resa energetica.
Qualsiasi fonte di energia costa una certa quantità di energia investita, da considerarsi come congelata nella fonte di energia stessa (per la costruzione e il mantenimento degli impianti), quantità che l'EROEI cerca di valutare.
Da un punto di vista matematico, è il rapporto tra l'energia ricavata e tutta l'energia spesa per arrivare al suo ottenimento. 
Ne risulta che una fonte energetica con un EROEI inferiore ad 1 è in perdita da un punto di vista energetico.
Fonti energetiche che presentano un EROEI minore di 1 non possono essere considerate fonti primarie di energia poiché il loro sfruttamento impiega più energia di quanta se ne ricavi. L'EROEI si rivela un parametro fondamentale per operare scelte strategiche di politica energetica, valutando e comparando l'approvvigionamento fra diverse fonti energetiche.

## Definizione
L'EROEI misura quanta energia viene ricavata da un impianto nella sua vita media rispetto a quella impiegata per costruirlo e mantenerlo.
{\displaystyle {\mathit {EROEI}}={\frac {\hbox{Energia ricavata}}{\hbox{Energia spesa}}}}
dove per Energia ricavata si intende ogni forma effettivamente usabile di energia, escludendo ad esempio calore di scarto; mentre nel computo dell'Energia spesa si conteggia solo l'energia a carico umano, escludendo energie naturali all'origine, come ad esempio l'energia solare intervenente nella fotosintesi nel caso dei biocarburanti. Si noti anche che l'EROEI si ottiene dal rapporto di quantità di energia messe in gioco anche in tempi diversi, e la sua rilevanza dipende anche dal tasso di sconto assunto per l'energia investita.

## Critiche
Sebbene la definizione sia molto semplice, il calcolo da effettuare è complesso dato che è funzione del tempo e di altri fattori interpretabili in maniera variabile.
Immaginiamo ad esempio di calcolare l'EROEI di un pannello fotovoltaico. Come energia in input, dovremo tenere conto dell'energia che è stata spesa per produrre la cella al silicio, della spesa di installazione, e delle possibili spese di manutenzione, sommate lungo la vita media della cella. Come energia ricavata, si deve tenere conto dell'energia elettrica prodotta dalla cella stessa lungo la sua vita (per es. un decennio). Inoltre, queste valutazioni devono essere costantemente aggiornate, in quanto le tecnologie di costruzione dei vari impianti si sviluppano continuamente, determinando costi energetici variabili. Alcuni valutano in maniera differente i costi energetici associati allo smaltimento di un impianto alla fine del suo ciclo, e questo può portare a notevoli differenze di EROEI nel caso di tecnologie che richiedono notevoli sforzi tecnici come il nucleare.
Nel caso del petrolio, l'EROEI tende a scendere costantemente, in quanto la difficoltà di estrazione aumenta man mano che i giacimenti vengono sfruttati (in qualche modo, la decrescita dell'EROEI è intimamente legata alla fenomenologia del picco di Hubbert).
Si capisce quindi come il calcolo possa essere soggetto ad errori, a seconda di che criterio si utilizzi per la valutazione delle spese energetiche. È da segnalare tuttavia che non esiste a livello internazionale un accordo sui criteri di calcolo dell'EROEI, che quindi, a differenza di altri parametri, è sensibile a valutazioni soggettive. L'ultima valutazione, pubblicata su rivista scientifica internazionale, e quindi quanto meno soggetta a valutazione editoriale, è quella di Cleveland e coautori. Essi definiscono in modo molto preciso i loro criteri, tuttavia i calcoli si riferiscono al 1984, e quindi hanno un valore relativo a decenni di distanza. D'altro canto, le valutazioni più recenti rispondono invece a criteri non condivisi pubblicamente, poiché su una valutazione, che dovrebbe essere scientifica e matematica, entrano in gioco anche altre considerazioni di carattere economico, politico e sociale.
In alcuni casi l'energia restituita, anche se minore di quella impiegata, può offrire particolari utilità. Ad esempio per usi in luoghi dove possa essere difficile convogliare altre forme di energia, come nel caso di isole.

## EROEI delle principali fonti energetiche
Con l'ausilio teorico dell'EROEI è possibile comparare efficacemente fonti energetiche anche diversissime fra loro, dalla semplice legna da ardere (biomassa) fino al solare fotovoltaico. Riportiamo qui una tabella fornita da AspoItalia che ha raccolto le stime degli EROEI delle principali fonti energetiche:
| Processo                                                  | EROEI (Cleveland)       | EROEI (Elliott) | EROEI (Hore-Lacy) | EROEI (Altri) | EROEI (WNA) (solo produzione elettrica) |
| --------------------------------------------------------- | ----------------------- | --------------- | ----------------- | ------------- | --------------------------------------- |
| Fossili                                                   |                         |                 |                   |               |                                         |
| Petrolio - Fino al 1940 - Fino al 1970 - Oggi             | > 100 23 8              | 50 - 100        |                   | 5 - 15        |                                         |
| Carbone - Fino al 1950 - Fino al 1970                     | 80 30                   | 2 - 7           | 7 - 17            |               | 7 - 34                                  |
| Gas naturale                                              | 1 - 5                   |                 | 5 - 6             |               | 5 - 26 5,6 - 6                          |
| Scisti bituminosi                                         | 0,7 - 13,3              |                 |                   | < 1           |                                         |
| Nucleari                                                  |                         |                 |                   |               |                                         |
| Uranio 235                                                | 5 - 100                 | 5 - 100         | 10 - 60           | < 1           | 10,5                                    |
| Plutonio 239 (autofertilizzante)                          |                         |                 |                   |               |                                         |
| Fusione nucleare                                          |                         |                 |                   | < 1           |                                         |
| Rinnovabili                                               |                         |                 |                   |               |                                         |
| Biomasse                                                  |                         | 3 - 5           | 5 - 27            |               |                                         |
| Idroelettrico                                             | 11,2                    | 50 - 250        | 50 - 200          |               | 43 - 205                                |
| Eolico                                                    |                         | 5 - 80          | 20                |               | 6 - 80                                  |
| Geotermico                                                | 1,9 - 13                |                 |                   |               |                                         |
| Solare - Collettore - Termodinamico - Fotovoltaico        | 1,6 - 1,9 4,2 1,7 - 10  | 3 - 9           | 4 - 9             | 25 < 1        | 3,7 - 12                                |
| Bio-Etanolo - Canna da zucchero - Mais - Residui del mais | 0,8 - 1,7 1,3 0,7 - 1,8 |                 |                   | 0,6 - 1,2     |                                         |
| Bio-Metanolo (Legna)                                      | 2,6                     |                 |                   |               |                                         |

### Petrolio
L'esempio più classico è quello del petrolio: in questo caso l'EROEI sarà pari all'energia resa da un barile di petrolio fratto l'energia necessaria per ottenere la stessa quantità di petrolio (le indagini geologiche, la trivellazione, l'estrazione ed il trasporto). Agli inizi dell'era petrolifera questo rapporto era ovviamente molto favorevole, con un EROEI di circa 100: l'energia impiegata per estrarre 100 barili di petrolio era pari ad 1 solo barile. Andando avanti con gli anni si è passati allo sfruttamento di giacimenti via via più isolati, piccoli e difficili da raggiungere, tutte circostanze che contribuiscono a diminuire l'EROEI del petrolio: difatti il processo è conveniente e razionale fintanto che l'energia fornita dal barile di petrolio è superiore a quella richiesta per estrarlo: una volta che l'EROEI diventa pari ad 1 o minore di 1 non è più conveniente estrarlo e l'attività diventa svantaggiosa energeticamente ed economicamente (salvo sussidi).
È per questa ragione che molti studiosi hanno ipotizzato che l'umanità non consumerà la totalità del petrolio disponibile nel sottosuolo, ma una quantità considerevole resterà comunque intatta perché l'industria petrolifera non avrà l'interesse economico ed energetico ad estrarlo, almeno per quanto riguarda i suoi impieghi tradizionali di combustibile.

### Etanolo
L'etanolo prodotto da coltivazioni dedicate presenta un EROEI prossimo a 1, secondo alcuni autori intorno a 1,2, mentre secondo Patzek e Pimentel sarebbe addirittura inferiore a 1. Recenti ricerche indicano che vi sarebbero le potenzialità per raggiungere valori di circa 5,4.

### Energia elettrica
È possibile definire un EROEI anche per gli impianti dedicati alla produzione di energia elettrica. In questo caso l'EROEI dell'impianto sarà pari al rapporto fra l'energia che produrrà durante il suo ciclo di attività e l'energia investita per costruirlo, mantenerlo ed alimentarlo.
Nel caso delle energie rinnovabili ad esempio avremo un costo energetico molto alto per la costruzione dell'impianto (si pensi ad una diga) ma da quel punto in poi solo costi di manutenzione, mentre per le energie non rinnovabili (petrolio, gas, carbone) l'energia impiegata nella costruzione e manutenzione, seppur minore, sarà solo una piccola parte di quella che sarà necessario fornire col combustibile.